# Primulina brachystigma
Primulina brachystigma là một loài thực vật có hoa trong họ Tai voi (Gesneriaceae). Loài này  có ở Quảng Tây (Trung Quốc); được Wen Tsai Wang mô tả khoa học đầu tiên năm 1984 dưới danh pháp Chirita brachystigma. Năm 2011, Mich.Möller & A.Weber chuyển nó sang chi Primulina.